# Taʻū
Taʻū je najveći otok u otočju Manuʻa i najistočniji vulkanski otok u samoanskom otočju. Otok je dio Američke Samoe. Početkom 19. stoljeća otok se ponekad nazivao Opoun.
Taʻū je poznat kao mjesto gdje je američka antropologinja Margaret Mead provela svoje disertacijsko istraživanje u Samoi 1920-ih, nakon čega je objavila svoja otkrića u djelu pod naslovom Odrastanje u Samoi. Ta'u također ima najvišu planinu u Američkoj Samoi, Mount Lata, kao i 21 km2 zemljišta Nacionalnog parka, i 3.9 km2 voda međusobno odvojenih nekim od najviših morskih litica na svijetu.
Na zapadnoj obali Taʻūa nalaze se susjedna sela Lumā i Siufaga, koja se obično zajedno nazivaju Taʻū selo. Selo Taʻū je nazvano glavnim gradom otočja Manuʻa. Fitiuta je još jedno naselje Taʻūa, smješteno na sjeveroistočnoj strani otoka.

## Geografija
Otok je erodirani ostatak štitastog vulkana s vrućom točkom s kompleksom kaldere ili ostacima urušavanja (Liu Bench) na južnoj strani. Vrh otoka, planina Mount Lata, nalazi se na nadmorskoj visini od 931 m, što ga čini najvišom točkom u Američkoj Samoi. Posljednja poznata vulkanska erupcija na otočju Manuʻa bila je 1866., na srednjooceanskom grebenu koji se proteže zapad-sjeverozapad prema obližnjoj Ofu-Olosegi.
Najveća zračna luka na otočju Manuʻa nalazi se na sjeveroistočnom uglu otoka Taʻū, kod Fitiʻuta. Tu je i privatna zračna luka Tau. Morska luka nalazi se u Faleāsaou na sjeverozapadnom uglu otoka. Cesta duž sjeverne obale povezuje nekoliko naseljenih sela između Taʻū na zapadu i Fitiʻuta.
Cijela jugoistočna polovica Taʻūa — uključujući svu prašumu na vrhu planine Lata i unutar kaldere — južna obala i povezani koraljni grebeni dio su Nacionalnog parka Američke Samoe. Park uključuje drevno, sveto mjesto Saua, koje se smatra rodnim mjestom polinežanskog naroda.
Administrativno je otok podijeljen na tri okruga: okrug Faleāsao, okrug Fitiʻuta i okrug Taʻū. Zajedno s otocima Ofu i Olosega, otok Taʻū čini okrug Manuʻa u Američkoj Samoi. Površina otoka Taʻū je 44.31 km2. Prema popisu iz 2000. je imao imao 873 stanovnika, a prema popisu iz 2010. 790 stanovnika.
Godine 2000., znanstvenici su otkrili podmorski vulkan 48 km od otoka Taʻū. Vulkan Rockne formirao je podvodnu planinu visoku 4,300 m. Njegov vrhu je 5,500 m ispod površine oceana.

## Antropološka istraživanja
Taʻū je mjesto gdje je 23-godišnja antropologinja Margaret Mead provela svoje disertacijsko istraživanje u Samoi 1920-ih, objavljeno 1928. kao Odrastanje u Samoi. U svom radu proučavala je adolescentice i uspoređivala njihova iskustva s onima zapadnih društava. Zaključila je da je adolescencija bila lagana tranzicija, koja nije obilježena emocionalnim ili psihološkim stresom, tjeskobom ili zbunjenošću kakva se može vidjeti u SAD-u.

## Opskrba električnom energijom
Do 2016., kao mali i izolirani otok, otok se oslanjao na skupe i zagađujuće dizel generatore za opskrbu električnom energijom. Međutim, s izgradnjom solarnog polja, sustava za skladištenje baterija i mikromreže, energija otoka gotovo se 100% oslanja na sunce. Solarni niz je izgradio SolarCity i sada uključuje šezdeset Tesla Powerpack-ova. Sustav bi trebao biti pouzdaniji izvor energije i dizajniran je za napajanje cijelog otoka tri dana bez sunčeve svjetlosti i potpuno ponovno punjenje za sedam sati.

## Vanjske poveznice
|  | Zajednički poslužitelj ima još gradiva o temi Taʻū |